# Херсонес (аеродром)
Херсонес — військовий аеродром на Кримському півострові, розташований в межах міста Севастополь, на мисі Херсонес. Названий за назвою самого західного мису Гераклейського півострова острова та адміністративної території міста Севастополя.
Поруч з аеродромом знаходиться Севастопольська радіолокаційна станція.

## Історія
Польовий аеродром на мисі Херсонес був побудований до початку другої світової війни, використовувався авіацією Чорноморського флоту. Спочатку аеродром називався «Херсонеський Маяк».
Під час оборони Криму в 1941—1942 німецькі та румунські загарбники захопили Кримський півострів і аеродроми розташовані на ньому. Тому на цей аеродром поступово стягувалася вся справна авіація флоту та армії. У січні 1942 на аеродромі Херсонес зосередилось понад 100 літаків. Навесні-влітку 1942 року вони виконували останні бойові вильоти, це були транспортні рейси з постачання вантажів, назад, в тил, вивозили людей та майно. Весь цей час аеродром зазнавав інтенсивних обстрілів і повітряних нальотів.
Саме на цьому аеродромі тримали останню відчайдушну оборону захисники Севастополя у липні 1942 року, марно чекаючи на евакуацію морем. Останній виліт у ході оборонних боїв був виконаний рано вранці 2 липня 1942 року, а вже вдень льотне поле аеродрому стало повністю непридатним через артобстріл. 4 липня 1942 року в результаті восьмигодинного бою німці захопили аеродром.
На честь пам'яті захисників з південного торця ЗПС аеродрому Херсонес встановлено пам'ятну плиту. А в районі літакових стоянок аеродрому споруджено сквер і меморіал на згадку про загиблих авіаторів Чорноморського флоту, де перераховані військові частини, що воювали під час оборони Севастополя.
Після захоплення міста німцями, аеродром було відремонтований та використовувався для базування частин люфтваффе. У квітні 1944 року, в ході Кримської наступальної операції на ньому базувалась 52-га винищувальна ескадра Jagdgeschwader 52, найрезультативніша у всій війні; вона прикривала німецьку оборону і морські перевезення. 8-9 травня ескадра евакуювалася, перелетівши до Румунії, та вивезла аеродромний персонал безпосередньо на винищувачах, для цього демонтували частину броні та озброєння літаків.
З 1950 по 1960 на аеродромі Херсонес базувалися два новосформовані винищувальні полки ППО 49-ї винищувальної авіаційної дивізії Чорноморського Флоту озброєні винищувачами МіГ-17 — 433-й та 639-й.
До 1992 аеродром вважався діючим, але про його використання не знайдено перевіреної інформації.

### Російсько-українська війна
Після анексії Криму російська окупаційна адміністрація Севастополя у 2016 оголошувала про початок робіт з відновлення аеродрому, будівництві там військового містечка і намір розпочати там базування безпілотників та гелікоптерів.
22 серпня 2022 ряд ЗМІ повідомив про застосування ППО для відбиття атаки, націленої на аеродром Херсонес.
Ще одна подібна атака була відмічена 16 липня 2023.